# Давыдовка (Саратовская область)
Давы́довка — село в Пугачёвском районе Саратовской области России. Административный центр Давыдовского муниципального образования. Находится в пригородной зоне города Пугачёв.

## География
Посёлок находится в северной части Заволжья, в пределах Сыртовой равнины, в степной зоне у реки Большой Иргиз.

### Климат
Климат характеризуется как умеренно континентальный с холодной зимой и жарким засушливым летом. Среднегодовая температура воздуха — +5,3 °C. Средняя многолетняя температура самого холодного месяца (января) составляет −11,9 °С (абсолютный минимум — −41 °С), температура самого тёплого (июля) — +22,1 °С (абсолютный максимум — +40 °С). Безморозный период длится в течение 140—150 дней в году. Среднегодовое количество атмосферных осадков — 364 мм. Снежный покров держится в среднем 139 дней в году.

## Население
| 2002 | 2010  |
| ---- | ----- |
| 1408 | ↘1262 |

Этнический состав: русские — 60 %, казахи — 20 %, армяне — 5 %.

## Инфраструктура
Действуют магазины, ларьки. В местной общеобразовательной школе учатся около 80 учеников; обучение разделено на 11 классов.
Множество дачных сообществ вокруг села.

## Транспорт
Село стоит на автодороге регионального значения «Пугачев — Перелюб». Остановка общественного транспорта «Давыдовка».